# SexArt
SexArt es un estudio de cine y sitio web de pago estadounidense dedicado a la producción de películas tanto de temática general erótica como de pornografía softcore.

## Historia
El sitio fue abierto en abril de 2012 por MetArt, conglomerado especializado en los géneros de fotografía erótica y desnuda. El sitio difiere de su matriz al dedicarse también a la filmación de películas y escenas más hardcore. Junto con Metart, de The Life Erotic, Viv Thomas y otros, SexArt incluido en la red de MetArt Network. Ocupa el segundo lugar en popularidad entre todos los sitios de la compañía HLP General Partners, solo superado por MetArt. Sus películas son distribuidas bajo el sello de New Sensations.
El sitio ha recibido repetidamente varios premios en el campo de la industria del porno, incluidos un premio AVN en la categoría de Mejor sitio web glamuroso (2015), varios premios XBIZ al Sitio web erótico del año (2013, 2016, 2020) y el Premio XBIZ Europa en la misma categoría (2018, 2019). En enero de 2016, la película Waltz With Me, protagonizada por Amarna Miller y Taylor Sands y coproducida por SexArt, MetArt y Girlfriends Films, ganó dos premios AVN en las categorías de Mejor dirección - producción de cortometraje extranjero (Alice Lokanta) y Mejor colección de cortometrajes extranjeros.

## Estadísticas
Según Alexa Internet, en julio de 2020, las estadísticas del tráfico del sitio SexArt (ranking de puesto) eran de 75 593 (calificación global) y 71 085 (calificación en Estados Unidos).

## Premios distinguidos al estudio
| Año  | Ceremonia           | Resultado | Premio                        |
| ---- | ------------------- | --------- | ----------------------------- |
| 2013 | Premios AVN         | Nominado  | Mejor sitio fotográfico       |
| 2013 | Premios RISE        | Ganador   | Mejor sitio nuevo             |
| 2013 | Premios XBIZ        | Ganador   | Sitio glamour del año         |
| 2014 | Premios AVN         | Nominado  | Mejor sitio web atractivo     |
| 2014 | Premios RISE        | Ganador   | Oscar al porno de calidad     |
| 2014 | Premios XBIZ        | Nominado  | Sitio glamcore del año        |
| 2015 | Premios AVN         | Ganador   | Mejor sitio web atractivo     |
| 2015 | Premios RISE        | Ganador   | Oscar al porno de calidad     |
| 2015 | Premios XBIZ        | Nominado  | Sitio porno del año - erótico |
| 2016 | Premios XBIZ        | Ganador   | Sitio porno del año - erótico |
| 2017 | Premios AVN         | Nominado  | Mejor sitio web de membresía  |
| 2017 | Premios XBIZ        | Nominado  | Sitio porno del año - erótico |
| 2018 | Premios XBIZ        | Nominado  | Sitio erótico del año         |
| 2018 | Premios XBIZ Europa | Ganador   | Sitio erótico del año         |
| 2019 | Premios Fleshbot    | Nominado  | Mejor sitio de pago           |
| 2019 | Premios XBIZ        | Nominado  | Sitio erótico del año         |
| 2019 | Premios XBIZ Europa | Ganador   | Sitio erótico del año         |
| 2020 | Premios XBIZ        | Ganador   | Sitio erótico del año         |
| 2020 | Premios XBIZ Europa | Ganador   | Sitio erótico del año         |
| 2021 | Premios XBIZ        | Nominado  | Sitio erótico del año         |
| 2021 | Premios XBIZ Europa | Nominado  | Sitio erótico del año         |
| 2022 | Premios XBIZ        | Nominado  | Sitio erótico del año         |
| 2022 | Premios XBIZ Europa | Ganador   | Sitio erótico del año         |
| 2023 | Premios XBIZ        | Nominado  | Sitio erótico del año         |